# Diagnosi radiologica della displasia dell'anca
Per la diagnosi radiologica della  displasia dell'anca, la radiografia (insieme all'ecografia) è una della principali metodiche impiegate nella diagnostica per immagini.
L'imaging ad ultrasuoni produce risultati migliori definendo l'anatomia fino a quando nel neonato la cartilagine non è ossificata. Quando il bambino raggiunge un'età di circa 3 mesi, è possibile ottenere un'immagine radiografica altrettanto ben definita. Sfortunatamente il momento in cui l'articolazione fornisce una buona immagine a raggi X è anche il punto in cui i metodi di trattamento non chirurgico cessano di dare buoni risultati.

## Infanzia

### Controllo della qualità dell'immagine

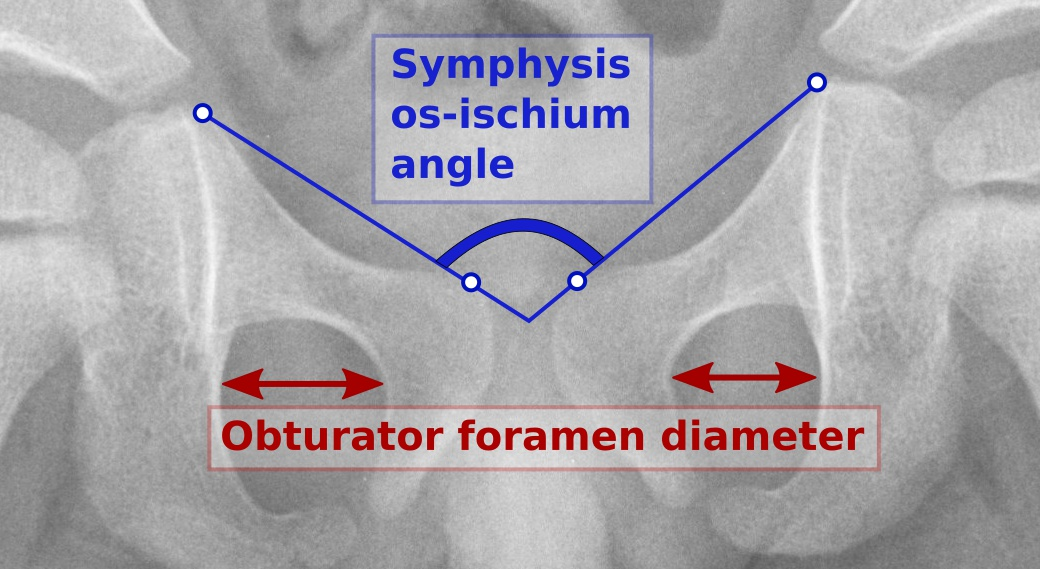
Misurazione angolo di Tönnis

Il medico tedesco Dietrich Tönnis introdusse un quoziente di rotazione pelvica dividendo il diametro orizzontale del forame dell'otturatore del lato destro e quello del lato sinistro. Nella rotazione neutra il rapporto è uguale a 1, ma vengono comunque considerati accettabili valori compresi tra 0,56 e 1,8.
L'angolo di Tönnis della sinfisi pubica valuta la posizione pelvica sul piano sagittale. Le linee sono disegnate dal punto più alto dell'ischio al punto più prominente della sinfisi, unendosi all'interno del bacino. L'intervallo di valori normali va da 90° a 135° ed è correlato all'età del bambino.

### Misure in infanzia
Le linee e gli angoli presi in considerazione nella pelvi pediatrica per la valutazione della displasia dell'anca sono i seguenti:
- Anca normale.[3]
- Displasia dell' anca.[3]

- Linea Hilgenreiner: è considerata una linea basale che unisce l'aspetto superiore delle cartilagini triradiate. Questa linea è usata per misurare l'angolo acetabolare e come riferimento per la linea Perkin.

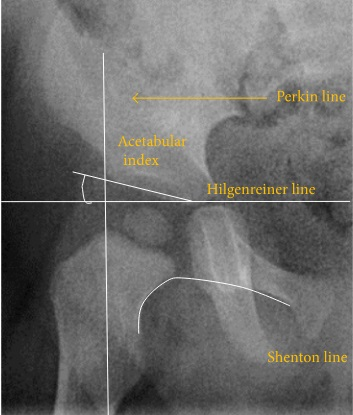
Linea Perkin: perpendicolare alla linea di Hilgenreiner, toccando il margine laterale dell'acetabolo. Ciò porta a quattro quadranti e una testa femorale normale deve essere localizzata nel quadrante inferomediale. Possiamo misurare lo spostamento laterale della testa del femore rispetto alla linea Perkin dividendo la larghezza della testa che attraversa la linea Perkin per il diametro della testa. Il valore per i pazienti sotto i 3 anni deve essere 0 e nei bambini più grandi questo va dallo 0 al 22%.
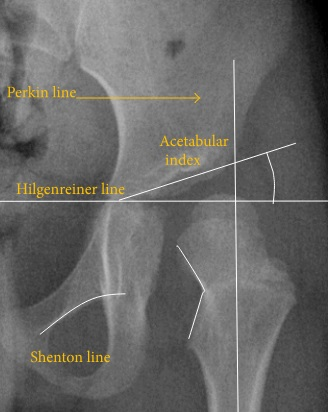
Linea di Shenton: è un arco continuo disegnato dal bordo interno del collo del femore al margine superiore del forame dell'otturatore. Questo dovrebbe essere regolare e senza interruzioni; altrimenti potrebbe indicare una frattura o displasia dell'anca.
- Indice acetabolare misura la pendenza del tetto acetabolare. È la misura più utile della displasia acetabolare fino a 6 anni. È formato tra la linea Hilgenreiner e il tetto acetabolare. Nei neonati, i valori nei maschi e nelle femmine sono considerati normali. A poco a poco questo angolo diventa più piccolo, con un valore medio di nei maschi e nelle femmine a 1 anno di età.
- Lo spazio articolare dell'articolazione mediale viene misurato tra il bordo mediale della testa o del collo del femore (quando l'epifisi non è ossificata) e la piattaforma acetabolare. I valori normali variano tra 5 e 12 mm. Le differenze superiori a 1,5 mm tra i due lati sono considerate anormali.

## Negli adulti

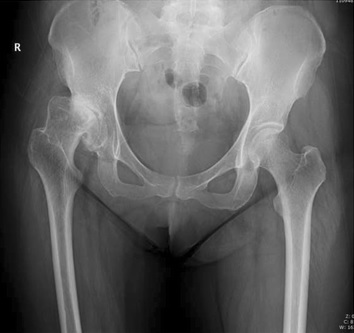
Raggi X dei fianchi di una donna di 40 anni, con displasia dell'anca destra.

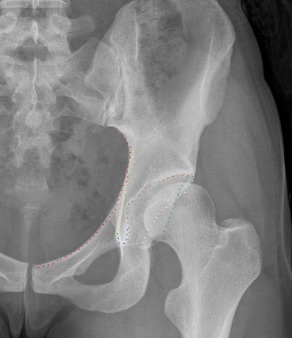
Figura 5 (a). Linea Iliopectineale (rossa), linea ilioischiatica (gialla), lacrima (blu), fossa acetabolare (marrone) e anteriore (bianca) e posteriore (verde) della parete dell'acetabolo che mostra un lieve segno di crossover superiore.

Nelle radiografie dell'anca adulta possono essere rinvenuti vari punti di riferimento:
- La linea iliopectineale o ileopubica è formata dalla linea arcuata dell'ileo e dal bordo superiore del ramo pubico superiore fino alla sinfisi pubica. È conforme al margine interno dell'anello pelvico e fa parte della colonna anteriore dell'acetabolo.
- La linea ileo-ischiatica di Köhler inizia al confine mediale dell'ala iliaca e si estende lungo il bordo mediale dell'ischio per terminare alla tuberosità ischiatica. Fa parte della colonna posteriore dell'acetabolo.

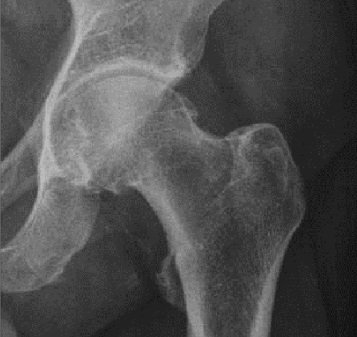
Piano acetabolare. In condizioni normali il pavimento della fossa acetabolare è laterale alla linea ilioischial di 2 mm negli uomini e 1 mm nelle donne. Quando il pavimento acetabolare si sovrappone o supera la linea ilioischial, può essere fatta la diagnosi di coxa profunda. Tuttavia, la coxa profunda era stata trovata nel 76% dei fianchi asintomatici, principalmente nelle donne. Pertanto, questo come criterio isolato non è sufficiente per fare la diagnosi di conflitto tipo tenaglia. Una condizione più grave è il protrusio acetabuli, diagnosticato quando la testa del femore si sovrappone o supera la linea ilioischiale (Figura 5).
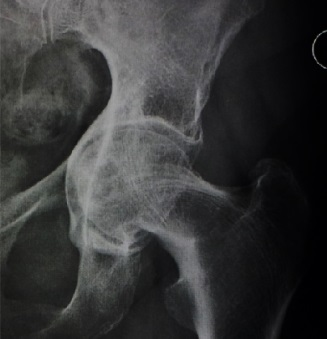
Figure 5 (c). Protrusio acetabuli.

- La lacrima rappresenta una sommatoria di ombre. Il suo aspetto mediale corrisponde alla corteccia interna del bacino e al bordo laterale con la tacca acetabolare e la porzione antero-inferiore della placca quadrilaterale. Non è presente alla nascita ma si sviluppa gradualmente a causa della pressione della testa del femore.

Nell'anca adulta lo spazio articolare normale varia da 3 a 5 mm e deve essere uniforme. I valori inferiori a 2 mm sono coerenti con il restringimento dello spazio articolare. Le misurazioni più importanti sono dettagliate in Figura 6 e Tabella 1.
| Misurazione                        | Oggetto                                                                         | Valore normale             |
| ---------------------------------- | ------------------------------------------------------------------------------- | -------------------------- |
| Rapporto di profondità acetabolare | Profondità dell'acetabolo                                                       | >250                       |
| Angolo del bordo centrale          | Copertura dell'acetabolo                                                        | 20–40                      |
| Angolo di Tönnis                   |                                                                                 | 0–10°                      |
| Angolo acuto                       | Pendenza acetabolare                                                            | <45°                       |
| Rapporto di wall crossing          | Percentuale di attraversamento delle pareti acetabolari                         | <20%                       |
| Angolo Alpha                       | Grado di rigonfiamento della giunzione testa-collo femorale                     | - Uomo > 68° - Donna > 50° |
| Offset testa-collo femorale        | Offset della testa del femore con l'aspetto più prominente del collo del femore | >10 mm                     |
| Percentuale di offset              | Offset testa-collo femorale correlato al diametro della testa del femore        | >0.18                      |

- Figure 5 (b). Coxa profunda.[3]
- Figure 5 (c). Protrusio acetabuli.[3]

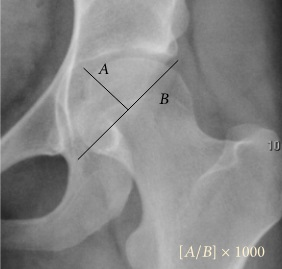
(a) Rapporto di profondità acetabolare.
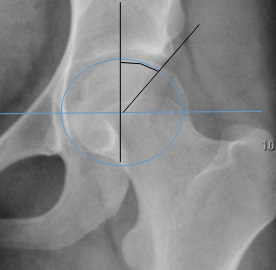
(b) Angolo del bordo centrale di Wiberg.
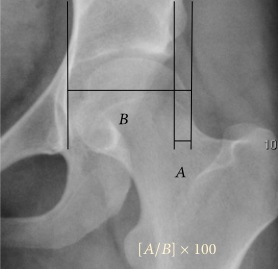
(c) Indice di estrusione femorale.
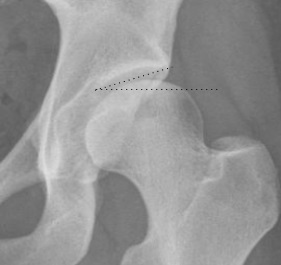
(d) Angolo di Tönnis.
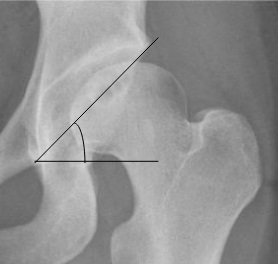
(e) Angolo acuto.
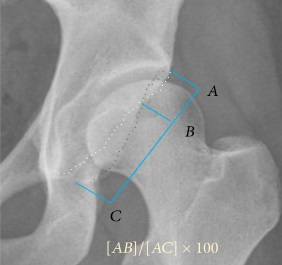
(f) Rapporto di attraversamento.
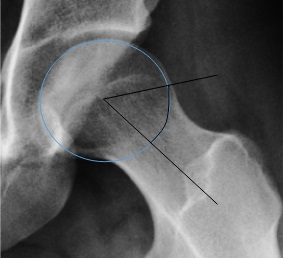
(g) Angolo alfa misurato in 45 ° classificazione Dunn.
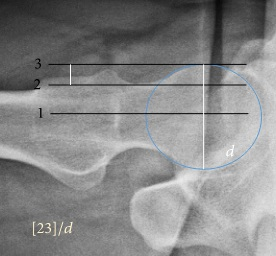
(h) Percentuale di offset misurata nella vista laterale.
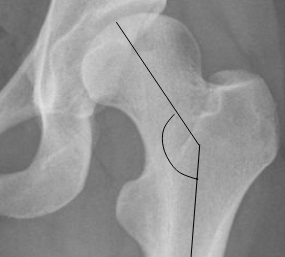
(i) Angolo diafisario cervicale.

Il valore di profondità acetabolare inferiore a 250 caratterizza l'anca displastica.
In condizioni normali l'acetabolo copre il 75% della testa del femore. Questa copertura può essere determinata da tre diverse misurazioni:
- angolo laterale del bordo centrale di Wiberg, il quale misura la copertura laterale superiore della testa del femore. È utile nei bambini di età superiore ai 5 anni e in età adulta. Per i bambini tra i 5 ei 10 anni il valore normale minimo è 15 °, e negli adulti è di circa 20 °, anche se dopo 55 anni questo minimo aumenta fino a 24 °. Valori superiori a 40 ° indicano sovracorrente.;
- angolo anteriore del bordo centrale di Lequesne, che può essere misurato in una vista di profilo falso dell'anca o in una scansione TC sagittale. In questo caso la linea tangente tocca il bordo anteriore dell'acetabolo. Valori inferiori a 20 ° indicano sottoquotazione della testa del femore.;
- indice di estrusione femorale, il quale misura la percentuale della testa del femore che si trova al di fuori del tetto acetabolare. Questa percentuale deve essere inferiore al 25% negli adulti.

La pendenza acetabolare può anche essere misurata con metodi diversi. L'angolo di Tönnis quantifica la pendenza del sourcil (la parte sclerotica che porta il peso dell'acetabolo). I valori superiori a 10° sono considerati un fattore di rischio per l'instabilità, mentre valori inferiori a 0 ° sono considerati un fattore di rischio per il conflitto a tenaglia.
L'angolo Sharp è un metodo utilizzato globalmente per misurare la pendenza acetabolare. Gli angoli superiori a 45 ° sono indicativi di displasia acetabolare.
L'acetabolo normale è orientato in antiversione. Il suo valore varia da 15° a 20° nel piano equatoriale dell'acetabolo e diminuisce gradualmente verso il tetto acetabolare, dove i valori normali vanno da 0 a 5°. La retroversione della parte superiore dell'acetabolo è stata correlata con l'impingement del tipo a pinza. Nella radiografia la presenza di un "segno di crossover" viene prodotta quando la parete posteriore dell'acetabolo attraversa la parete anteriore prima di raggiungere il tetto acetabolare. È un segno di retroversione acetabolare ed è stato collegato al sovraccarico e al conflitto a tenaglia. Tuttavia, questo segno è stato descritto nel 6% della popolazione normale. Pertanto, più importante della sua presenza è la percentuale di attraversamento. Questo rapporto è considerato significativo se supera il 20%.
Altri segni associati alla retroversione acetabolare sono la spina dorsale sciatica e i segni della parete posteriore. Il primo è considerato positivo quando la colonna sciatica è proiettata medialmente alla linea ileopectineale in una radiografia AP della colonna vertebrale, indicando che non è solo l'acetabolo, ma l'intero emipelagro che è torto in retroversione. Il secondo segno è considerato positivo quando il bordo della parete posteriore è mediale al centro della testa del femore, indicando il deficit della parete posteriore.
In condizioni normali vi è un contorno concavo simmetrico alla giunzione del profilo anteriore e posteriore della testa e del collo del femore. La perdita di questa concavità o rigonfiamento dell'osso può portare a un conflitto di tipo a camma. Il grado di questa deformità può essere misurato dall'angolo alfa. Sebbene possa essere misurato nella vista laterale, la vista Dunn a 45 ° è considerata più sensibile e la vista della rana è più specifica nel determinare i valori patologici. Il dibattito su quali valori sono considerati normali è ancora in corso. Sulla base dello studio sull'osteoartrosi di Copenaghen, un lavoro recente ha definito tre intervalli di valori per l'angolo α: patologico (≥83° negli uomini e ≥57° nelle donne), borderline (tra 69° e 82° negli uomini, tra 51° e 56° nelle donne) e normale (≤68° negli uomini e ≤50° nelle donne).